# فرودگاه ویثراتر
فرودگاه ویثراتر  (به انگلیسی: Withrotor Airport)  یک فرودگاه خصوصی   است که یک باند فرود چمن دارد و طول باند آن ۳۹۶ متر است. این فرودگاه در  کشور ایالات متحده آمریکا قرار دارد و در ارتفاع ۱۴۹۹ متری از سطح دریا واقع شده است.